# IC 779
IC 779 est une galaxie elliptique située dans la constellation de la Chevelure de Bérénice. Sa vitesse par rapport au fond diffus cosmologique est de 505 ± 20 km/s, ce qui correspond à une distance de Hubble de 7,44 ± 0,60 Mpc (∼24,3 millions d'al). Elle a été découverte par l'astronome américain Truman Safford en 1866.
La classification de cette galaxie comme spirale barrée par trois des sources consultées est fort douteuse. Aucun bras spiral ni aucune barre ne sont visibles sur l'image obtenue des données du relevé SDSS. La base de données NASA/IPAC classifie cette galaxie comme elliptique et c'est sans doute ce qui la décrit le mieux.
La classe de luminosité de IC 779 est III-IV et elle présente une large raie HI. Elle renferme également des régions d'hydrogène ionisé.

## Distance d'IC 779
La vitesse radiale de 291 km/s de NGC 4633 est trop faible et on ne peut utiliser la loi de Hubble-Lemaître pour calculer sa distance à partir du décalage vers le rouge. À ce jour, six mesures non basées sur le décalage vers le rouge (redshift) ont été réalisées à ce jour et la moyenne de celles-ci donnent une distance de 16,550 ± 2,847 Mpc (∼54 millions d'al), ce qui est loin à l'extérieur des valeurs de la distance de Hubble.

## Groupe de NGC 4631
Selon A.M. Garcia, la galaxie IC 779 fait partie du groupe de NGC 4631. Ce groupe de galaxies compte au moins 14 membres. Les autres membres sont NGC 4150, NGC 4163, NGC 4190, NGC 4214, NGC 4244, NGC 4308, NGC 4395, NGC 4631, NGC 4656, MCG 6-28-0, UGC 7605, UGC 7698, UGCA 276.
Abraham Mahtessian mentionne aussi appartenance le groupe de NGC 4631, mais il n'y figure que cinq galaxies. En plus de NGC 4935, de NGC 4631 et de NGC 4656, deux autres galaxies non présentent dans la liste de Garcia y figurent, soit NGC 4509 et NGC 4627.
Comme on peut souvent le constater, les frontières entre les groupes sont quelque peu arbitraires et dépendent des critères de proximité employés par les auteurs.